# Marek Edelman

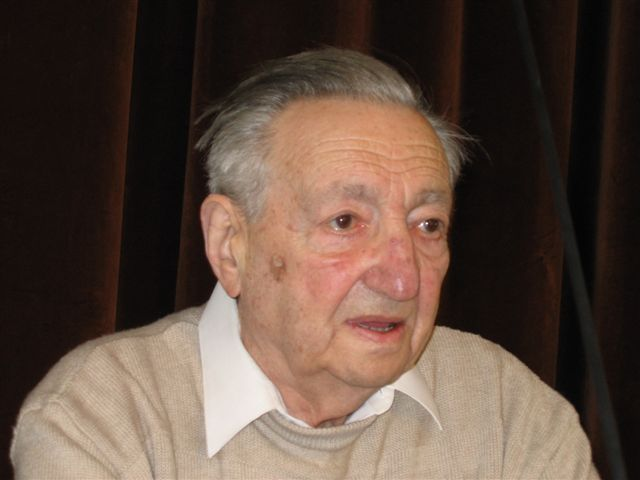
Marek Edelman, 2005

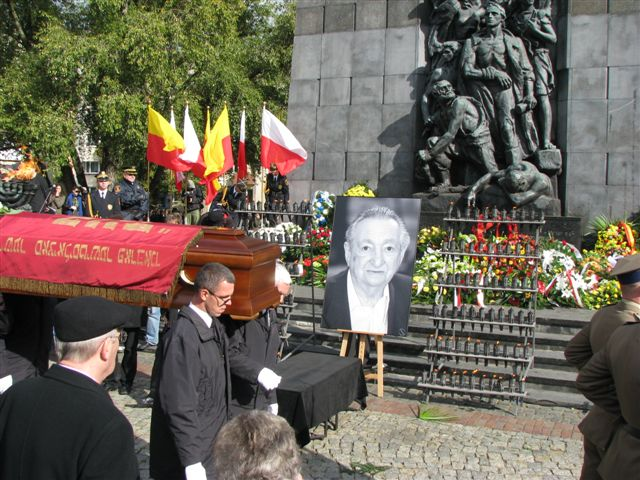
Beerdigung in Warschau am 9. Oktober 2009

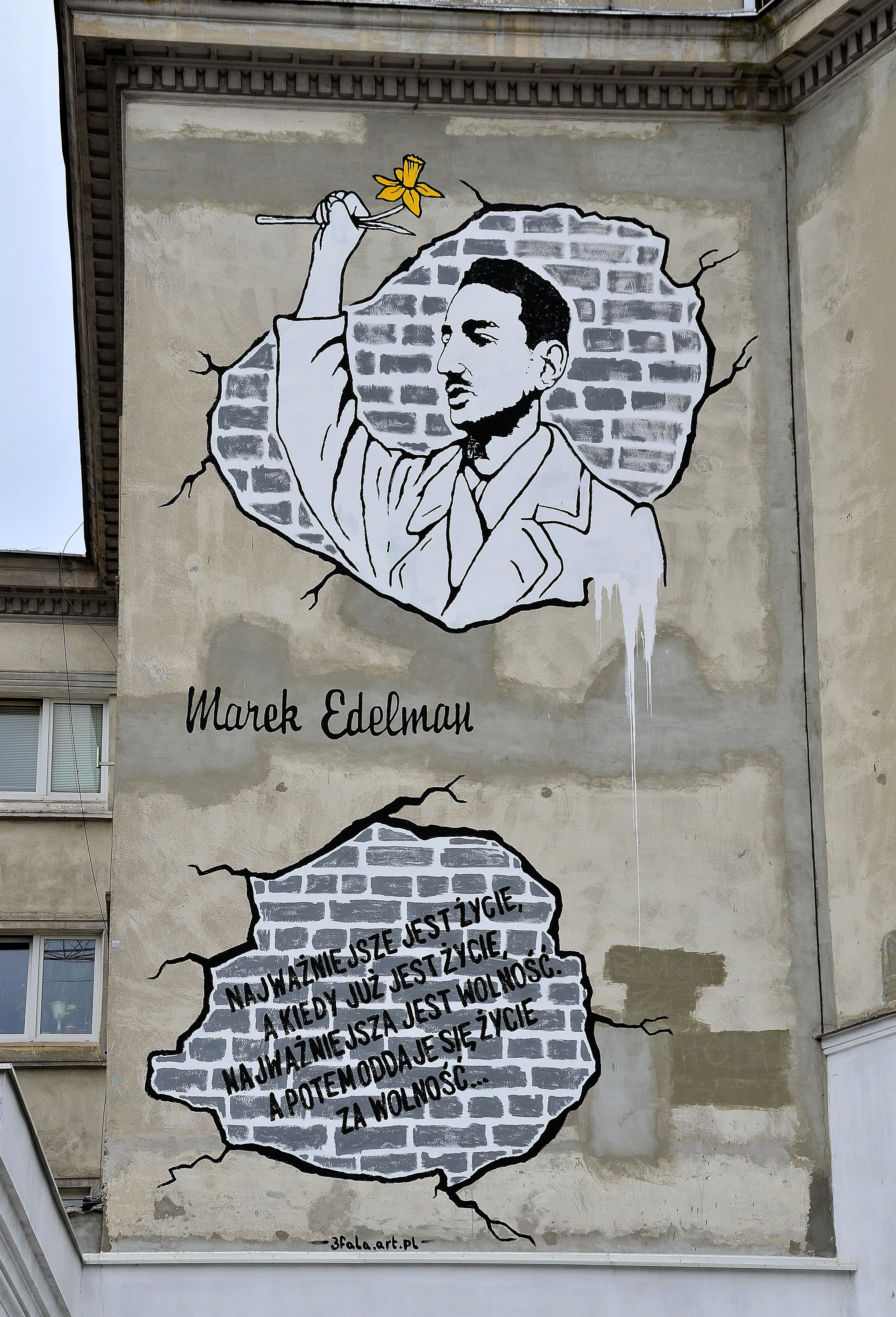
Wandmalerei von Dariusz Paczkowski in Warschau-Muranów zum Andenken an Edelman 2013.
Entfernt 2014

Marek Edelman (auch Edelmann geschrieben; geb. 19. September 1919 in Homel; gest. 2. Oktober 2009 in Warschau) war ein polnischer Kardiologe, Politiker und ein Kommandeur des Aufstands im Warschauer Ghetto.

## Widerstandskämpfer im Zweiten Weltkrieg
Edelman erlebte schon vor 1939, während der Zweiten Polnischen Republik einen ausgeprägten, gewalttätigen Antisemitismus. Als Jugendlicher schloss sich Marek Edelman in Warschau der Jugendorganisation der jüdischen sozialistischen Partei Allgemeiner Jüdischer Arbeiterbund (kurz genannt Bund) an, der im Untergrund des Warschauer Ghettos vor allem wegen seiner Kontakte zur gleichfalls illegalen Polnischen Sozialistischen Partei eine bedeutende Rolle spielte.
Nach der „großen Aussiedlung“ in das Vernichtungslager Treblinka vom 22. Juli bis zum 21. September 1942 begannen die Auseinandersetzungen, vor allem zwischen den jüdischen Jugendgruppen, um die Bildung bewaffneter Widerstandsorganisationen. Edelman war für den Bund an den Verhandlungen in führender Position beteiligt. Im November 1942 schlossen sich die Bundisten der Jüdischen Kampforganisation (poln. Żydowska Organizacja Bojowa oder ŻOB) an. Edelman rückte als Vertreter seiner Organisation in die zentrale Führung der Organisation auf.
Mit Beginn der Kämpfe im Ghetto im April 1943 war Edelman zunächst für die „Bürstenmacher-Zone“ verantwortlich. Dort kommandierte er die Kämpfer von fünf Widerstandsgruppen. Er gehörte zur letzten Kampfgruppe, die bis zum Ende im ŻOB-Hauptquartier aushielt. Am 10. Mai 1943 konnte er mit den letzten überlebenden Kämpfern durch die Kanalisation aus dem Ghetto entkommen und tauchte in Warschau unter.
Im August 1944 beteiligte sich Edelman mit einer Kampfgruppe des Bundes am Warschauer Aufstand.

## Wirken nach dem Zweiten Weltkrieg
Nach dem Krieg blieb Edelman in Polen und studierte Medizin an der Medizinischen Akademie Łódź. Bis zu seiner Pensionierung arbeitete er als Kardiologe in Łódź.
Er publizierte mehrfach auf Polnisch, Jiddisch und Englisch über die Kämpfe im Warschauer Ghetto und die Rolle des Bundes während des Aufstands.
1967 verlor Edelman im Rahmen einer staatlich geschürten Welle des Antisemitismus nach dem Sechstagekrieg seine Anstellung. In dieser Zeit schrieb er in 3 Kladden handschriftlich seine Erinnerungen an das Warschauer Ghetto nieder. Diese Aufzeichnungen wurden erst 15 Jahre später in seinem Nachlass gefunden. Seine Nachfahren publizierten sie 2017 auf Polnisch. 2024 sind sie auch auf Deutsch erschienen.
Seit 1976 engagierte er sich im Komitee zur Verteidigung der Arbeiter (KOR), in den 1980er Jahren in der Gewerkschaft Solidarność. Deswegen kam er während der Verhängung des Kriegsrechts in Polen (1981–1983) vorübergehend in Haft. 1989 vertrat er die Solidarność am Runden Tisch. Von 1989 bis 1993 war er Abgeordneter im Sejm.
Im Sommer 2002 richtete er einen offenen Brief an „die Kommandeure der palästinensischen bewaffneten Organisationen und die Partisanenorganisationen und die Soldaten der bewaffneten palästinensischen Organisationen.“ Er rief sie dazu auf, Soldaten nicht in den sicheren Tod zu schicken, sondern sich der eigenen politischen Stärke bewusst zu sein und deshalb Verhandlungen zu suchen. Der solidarische Ton erzürnte die israelische Regierung und die zionistisch eingestellte Presse.
Auch im Jahr 2002 nahm Edelman auf Einladung des damaligen Bundestagspräsidenten Wolfgang Thierse als Ehrengast am jährlichen Holocaust-Gedenken im Deutschen Bundestag teil.
Die Beerdigung von Edelman fand mit militärischen Ehren statt. An der Trauerfeier im Oktober 2009 nahmen mehr als 2000 Menschen teil. Sein Grab befindet sich auf dem Jüdischen Friedhof an der Okopowa-Straße.

## Rezeption
Daniel Cohn-Bendit sagte 2014 über Edelman: „Er ist für mich ein Vorbild. Meine Begeisterung für Widerstand, Revolten und Revolutionen hat auch damit zu tun.“

## Auszeichnungen
- 1998: Orden vom Weißen Adler
- 2007: Ehrendoktorwürde der Medizinischen Universität Łódź[12]
- 2008: Kommandeur der französischen Ehrenlegion[13]
- 2009: Ehrendoktorwürde der Jagiellonen-Universität in Krakau[14]

## Werke
(Auswahl)
- Getto walczy. Udział Bundu w obronie getta warszawskiego. Nakładem Centralnego Komitetu Bundu, Warschau 1945
  - Das Ghetto kämpft. Ingrid Strobl (Vorwort); Ewa Czerwiakowski, Jerzy Czerwiakowski (Übersetzung). Harald-Kater-Verlag, Berlin 1993, ISBN 3-927170-05-4.
  - Resisting the Holocaust. Fighting back in the Warsaw ghetto. 2004, ISBN 1-876175-52-4 (englisch).
- Paula Sawicka, Marek Edelman: I była miłość w getcie. Świat Książki, 2009, ISBN 978-83-247-1416-2
  - Die Liebe im Ghetto. Vorwort Paula Sawicka. Übersetzung von Joanna Manc. Schöffling & Co., Frankfurt am Main 2013, ISBN 978-3-89561-418-7.
  - verfilmt unter dem Titel „Marek Edelman … and there was love in the Ghetto“